# Chelsea Ricketts
Chelsea Ricketts (29 de octubre de 1989) es una actriz estadounidense de cine y televisión. También ha actuado en la película (Crooked Arrows) como Nadie Logan. Es de Katy, Texas y se graduó en 2008 en Seven Lakes High School.

## Filmografía
| Año  | Título                                                             | Papel          | Notas                                                   |
| ---- | ------------------------------------------------------------------ | -------------- | ------------------------------------------------------- |
| 2002 | Beyond the Prairie, Part 2: The True Story of Laura Ingalls Wilder | Sarah          | Telefilm                                                |
| 2004 | Puree                                                              | Sara           | Corto                                                   |
| 2007 | Missionary Man                                                     | Kiowa          |                                                         |
| 2009 | The Hole                                                           | Whitney        |                                                         |
| 2009 | Waiting Room                                                       | Grace          | Corto                                                   |
| 2011 | Royal Reunion                                                      | Sarah          | Corto                                                   |
| 2012 | Crooked Arrows                                                     | Nadie Logan    |                                                         |
| 2013 | Chasing Shakespeare                                                | Venus          | Nominada–American Indian Film Festival for Best Actress |
| 2013 | The Violation                                                      | Tina Dougherty | Corto                                                   |
| 2013 | April Apocalypse                                                   | Tara           |                                                         |
| 2014 | Lost Time                                                          | Eva Sterling   |                                                         |
| 2014 | Taken Away                                                         | Vikcy          | Telefilm                                                |

| Año       | Título                                   | Papal            | Notas                                         |
| --------- | ---------------------------------------- | ---------------- | --------------------------------------------- |
| 2001      | Mary Lou's Flip Flop Shop                | Chelsea          |                                               |
| 2008      | CSI: Miami                               | Allison O'Conner | Epoisodio: "And How Does That Make You Kill?" |
| 2009      | Grey's Anatomy                           | Jeanie           | Epoisodio: "Invasion"                         |
| 2009      | Lincoln Heights                          | Marta Talford    | 3 episodios                                   |
| 2010      | Melrose Place                            | Caitlin Rogers   | Episodio: "Stoner Canyon"                     |
| 2010      | 10 Things I Hate About You               | Britney          | 3 episodios                                   |
| 2010      | Hot in Cleveland                         | Francesca        | Episodio: "The Play's the Thing "             |
| 2010      | Big Time Rush                            | Sasha            | Episodio: "Big Time Girlfriends"              |
| 2010      | Zeke and Luther                          | Holly Hendricks  | Episodio: "The Bro List"                      |
| 2010      | No Ordinary Family                       | Amy              | Episodio: "No Ordinary Mobster"               |
| 2012      | The Killing                              | Tina             | 3 episodios                                   |
| 2012–2013 | The Secret Life of the American Teenager | Jody             | 4 episodios                                   |
| 2013      | Perception                               | Young Miranda    | 2 episodios                                   |
| 2014      | The 4 to 9ers: The Day Crew              | Kristie          | Episodio: "Episodio #1.5"                     |
| 2014      | True Blood                               | Lucinda          | 3 episodios                                   |
| 2015      | Scream Queens                            | Amy              | Recurrente                                    |
| 2015      | Hawaii Five-0                            | Casey Lehrer     | Hana Keaka "Charade"                          |

| Año  | Título                  | Papel | Notas |
| ---- | ----------------------- | ----- | ----- |
| 2015 | Final Fantasy Type-0 HD | Tiz   | Voz   |

- Datos: Q19665744